# John Cullinane
John Neil Cullinane (ur. 4 września 1920 w Parkes - zm. 13 sierpnia 2000) – australijski duchowny rzymskokatolicki, w latach 1959-1967 biskup pomocniczy Canberry i Goulburn, a następnie od 1967 do 1974 biskup pomocniczy Melbourne. 

## Życiorys
Święcenia prezbiteratu przyjął 22 lipca 1944 jako kapłan archidiecezji Sydney, udzielił ich mu arcybiskup metropolita Sydney Norman Thomas Gilroy, późniejszy kardynał. 13 stycznia 1959 papież Jan XXIII mianował go biskupem pomocniczym Canberry i Goulburn ze stolicą tytularną Flumenzer. Sakrę otrzymał 18 marca 1959, udzielił jej mu arcybiskup Canberry i Goulburn Eris O’Brien, któremu towarzyszyli biskupi pomocniczy Sydney James Patrick Carroll i James Darcy Freeman. Był uczestnikiem pierwszej, drugiej i czwartej sesji soboru watykańskiego II. 29 listopada 1967 papież Paweł VI przeniósł go na urząd biskupa pomocniczego Melbourne. Zrezygnował z tego stanowiska 18 sierpnia 1974 w bardzo młodym, jak na biskupią emeryturę, wieku 54 lat. Resztę życia spędził jako biskup senior, zmarł w sierpniu 2000 w wieku 79 lat.